# Тирговіште
Тирго́віште (рум. Târgovişte) — місто на півдні Румунії, у Мунтенії. Адміністративний, економічний та культурний центр повіту Димбовіца. 

## Назва
Назва «Тирговіште» має слов'янське походження (від прасл. *trъgъ — «ринок», «базар», «торг»). У слов'янських країнах досі існують споріднені топоніми: наприклад, сербське Трговиште, болгарське Тирговиште (Търговище), а також українське Торговище.

## Географія
Місто розташоване в передгір'ях Східних Карпат на правому березі річки Яломіця, за 80 км на північний захід від Бухареста, у 80 км на схід від міста Пітешть та в 50 км на захід від міста Плоєшті.

## Клімат
У місті помірно континентальний клімат. 
Середньорічна кількість опадів — близько 868 мм.
| Кліматограма Тирґовіште                                                                                                   | Кліматограма Тирґовіште | Кліматограма Тирґовіште | Кліматограма Тирґовіште | Кліматограма Тирґовіште | Кліматограма Тирґовіште | Кліматограма Тирґовіште | Кліматограма Тирґовіште | Кліматограма Тирґовіште | Кліматограма Тирґовіште | Кліматограма Тирґовіште | Кліматограма Тирґовіште |
| --- | ----------------------- | ----------------------- | ----------------------- | ----------------------- | ----------------------- | ----------------------- | ----------------------- | ----------------------- | ----------------------- | ----------------------- | ----------------------- |
| С | Л                       | Б                       | К                       | Т                       | Ч                       | Л                       | С                       | В                       | Ж                       | Л                       | Г                       |
| 45 3 −5 | 43 5 −4                 | 57 10 −1                | 77 16 4                 | 107 20 9                | 120 24 13               | 103 26 15               | 77 26 15                | 66 21 11                | 63 15 6                 | 54 10 2                 | 56 5 −3                 |
| Середня макс. і мін. температури повітря (°C) Атмосферні опади (мм), за рік : 868 мм. Джерело: «Climate-Data.org» (англ.) |                         |                         |                         |                         |                         |                         |                         |                         |                         |                         |                         |

## Історія

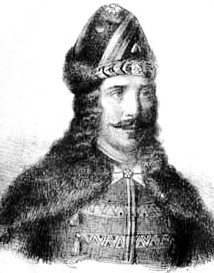
Влад ІІІ Дракул

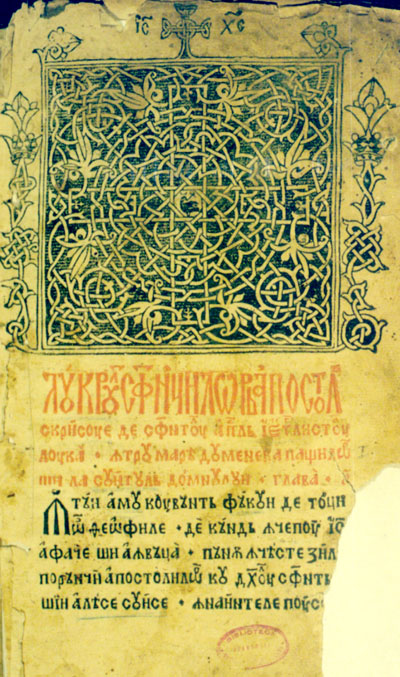
«Апостол» Коресі (кирилицею) 1563 р."

Перша письмова згадка про місто датується 1396 роком. У середні віки місто було столицею воєводства Волощина.
Волоський господар Влад III Дракула побудував башту Чиндія, яка стала символом міста. У період з 1456 до 1462 Тирговіште було його резиденцією, і за переказами, саме тут він здійснив більшу частину своїх злодіянь. Старший брат Влада — Мірча, був закопаний тут живим у землю. Князь Дракула прагнув помститись ворогам, безжалісно страчуючи їх.
Наприкінці 17 ст. інший володар Валахії Костянтин Бринкувяну (рум. Constantin Brâncoveanu) переніс столицю до Бухареста.
У грудні 1989 Тирговіште було місцем арешту та страти диктатора Ніколае Чаушеску та його дружини Єлени Чаушеску.

## Господарство
Виробництво високоякісної сталі, машинобудування (верстати, нафтоустаткування, електротехніка), хімічна, деревообробна, харчова промисловість.

## Міста-побратими
- Івано-Франківськ, Україна (7 травня 2005)[4]
- Веллінґе, Швеція[2]
- Гуйлінь, КНР (27 липня 2018)[3]
- Казанлик, Болгарія[2]
- Кастельйон-де-ла-Плана, Іспанія[2][3]
- Каушани, Молдова (18 серпня 2016)[3]
- Корбетта, Італія[2][3]
- Маямі, США[2]
- Нью-Йорк, США[2]
- Орво, Франція[2]
- Сантарен, Португалія[2]
- Тракай, Литва[2]

## Відомі люди
- Дякону Коресі — румунський друкар 16 ст.
- Іон Еліаде-Редулеску — видатний румунський поет 19 ст.
- Александреску Грігоре — румунський поет.
- Теодор Столожан — румунський політик, прем'єр-міністр Румунії у 1991—1992 рр. та від грудня 2008 року.

## Світлини

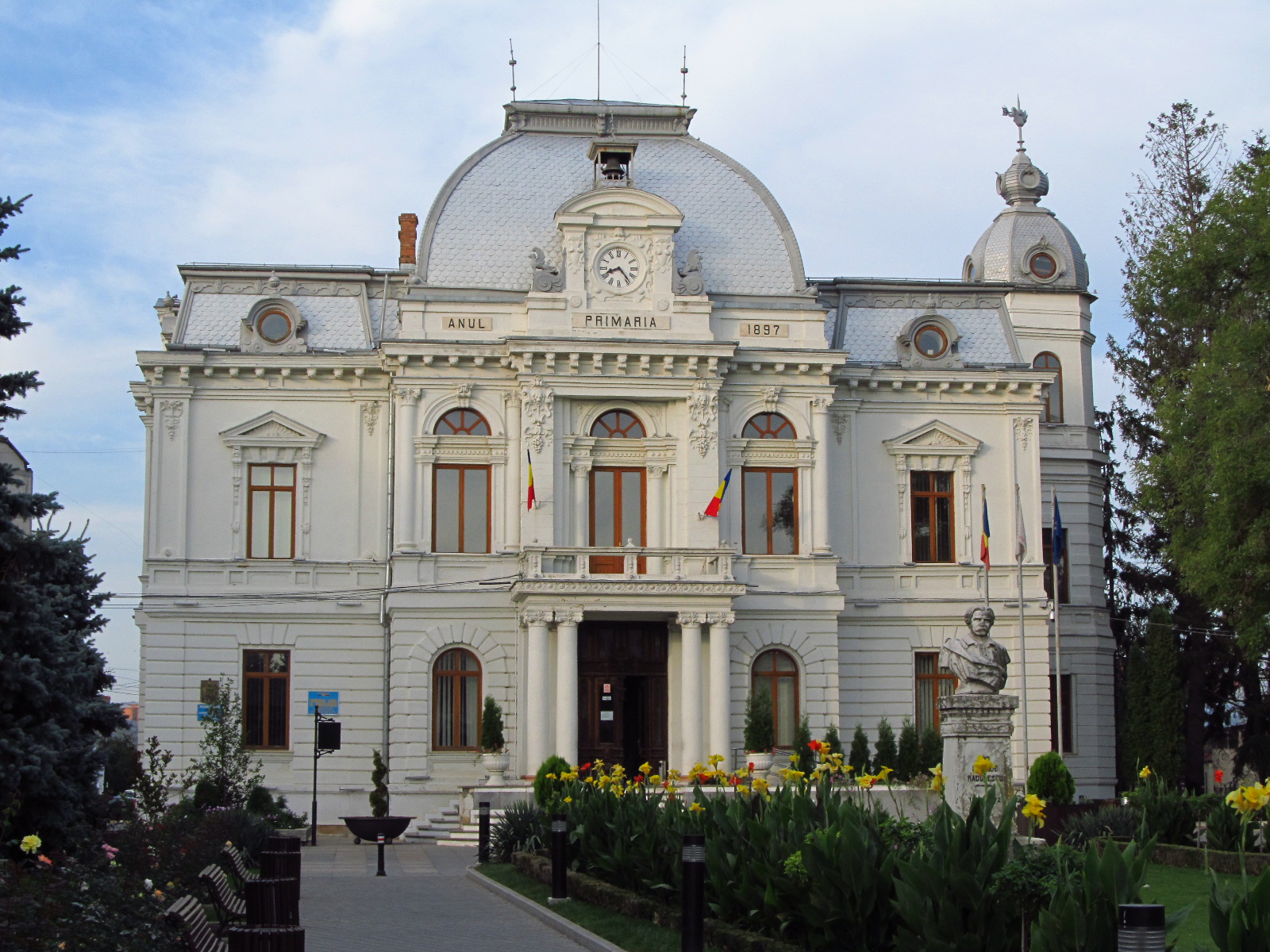
Примарія міста
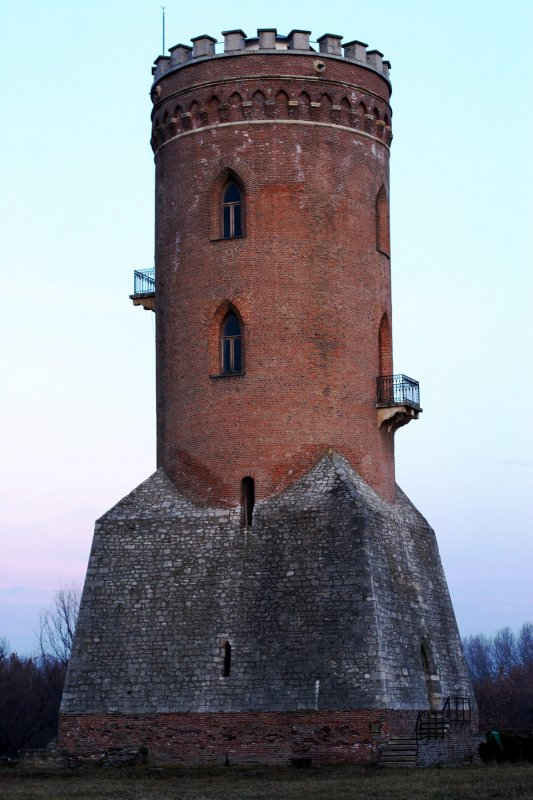
Вежа Кіндія
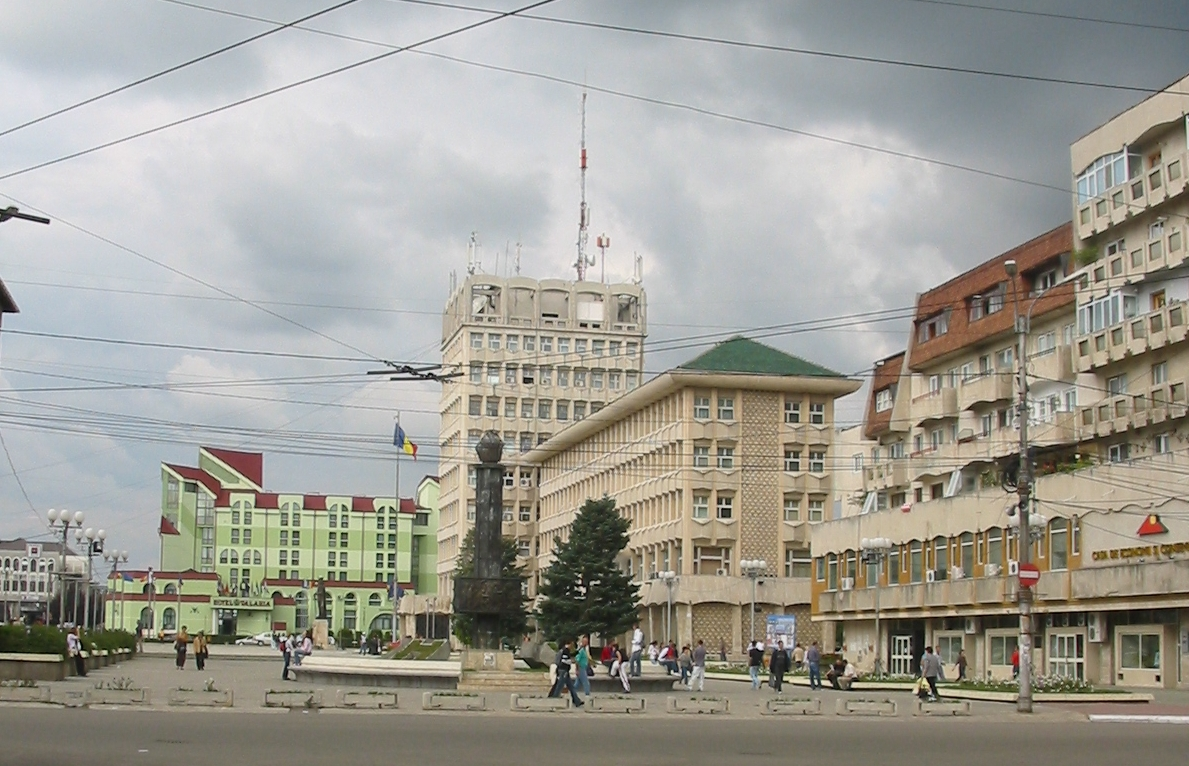
Середмістя
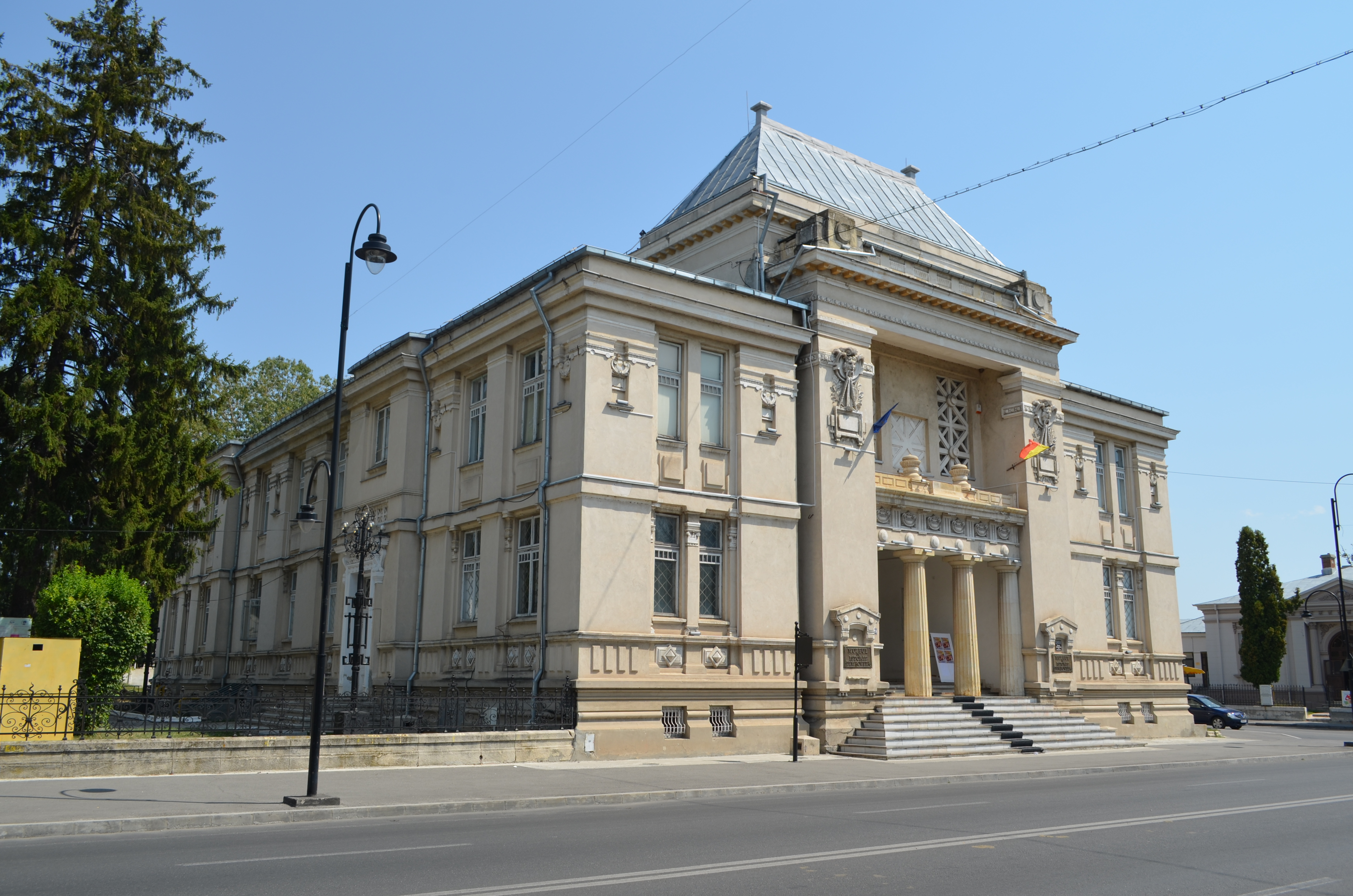
Історичний музей
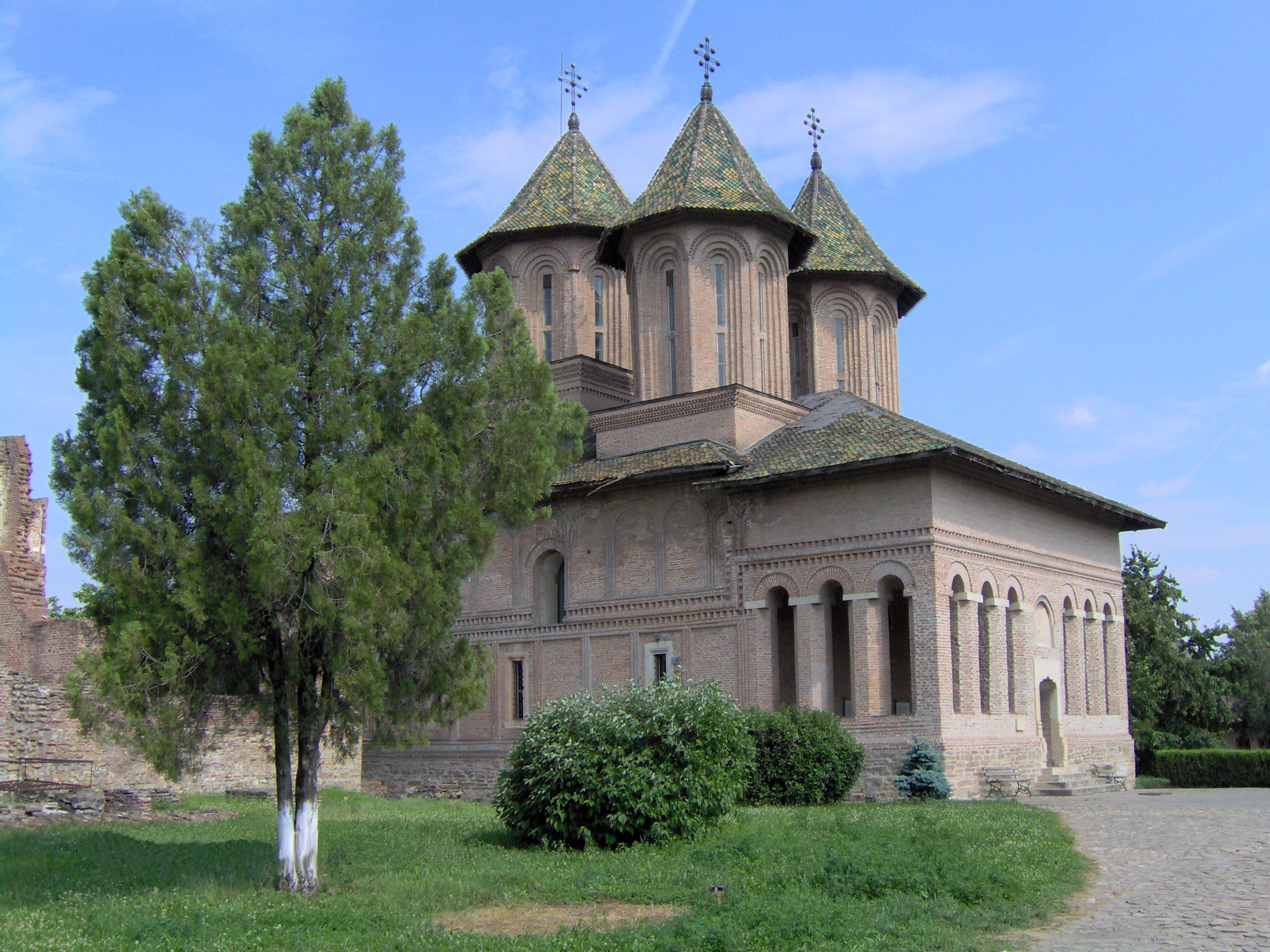
Церква Успіння Пресвятої Богородиці

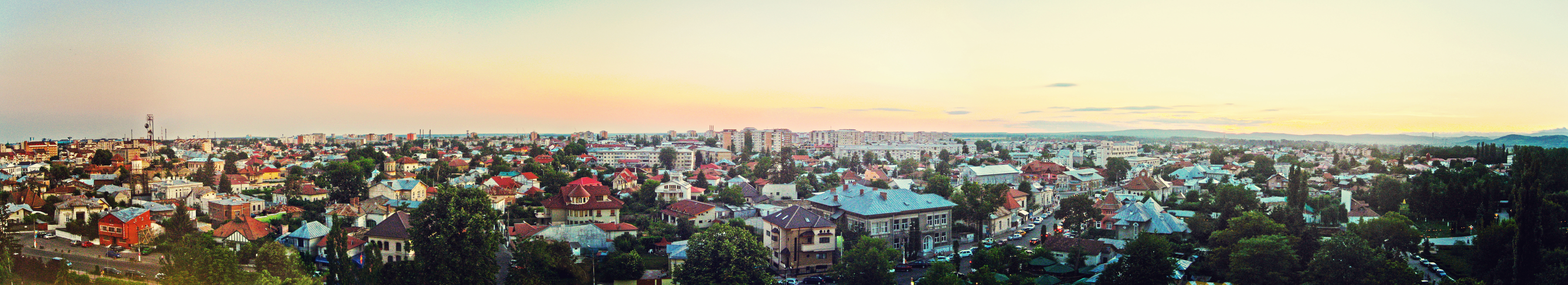